# Sticklinge udde
Sticklinge udde is een plaats in de gemeente Lidingö in het landschap Uppland en de provincie Stockholms län in Zweden. De plaats heeft 2937 inwoners (2005) en een oppervlakte van 124 hectare. De plaats ligt op het eiland Lidingö.